# Ducat de Roma

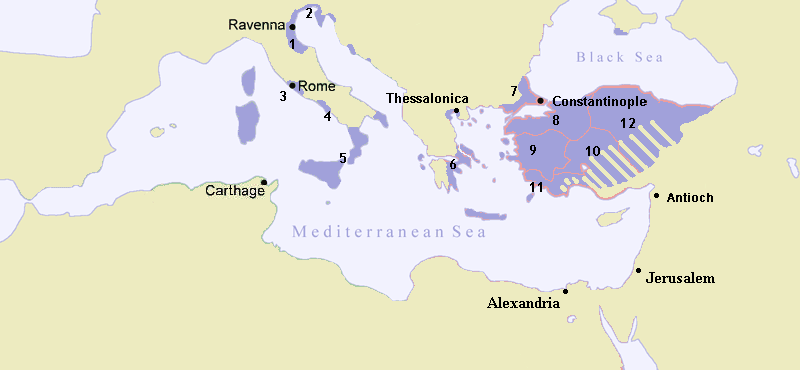
El ducat romà dins l'Imperi Romà d'Orient el 717

El Ducat de Roma o Ducat Romà va ser una jurisdicció política i militar de l'Imperi Romà d'Orient que ocupava, dins de l'Exarcat d'Itàlia, o Exarcat de Ravenna, la major part del Laci modern i una àrea molt limitada a l'Úmbria del sud (Amelia i els seus voltants). S'estenia aproximadament des de Narni i Viterbo (al Laci septentrional) fins a Gaeta i Atina (a la frontera amb la Terra di Lavoro)

## Orígens
L'origen del ducat es desconeix. Entre els testimonis més primerencs s'inclouen una carta de Gregori el Gran (592) en el qual s'esmenta un duc no identificat de Roma i posteriorment, una placa trobada a Terracina en què està gravat el nom d'un cert Jordi (Georgius) dux Romae. El càrrec de duc era de nomenament imperial, i tenia, amb tota probabilitat, un termini de tres anys, cobrint les funcions del capità de les forces militars en la seva àrea de competència.
Més que la presència a Roma d'un senat delmat i dispers com a resultat de les guerres gòtiques, va ser la figura del Papa que va evitar que els funcionaris imperials transmetessin per dret dinàstic al títol ducal, com ja que estava succeint en altres llocs (Ducat de Gaeta, ducat de Nàpols) i de fet succeïa que al Laci i havia l'exèrcit romà d'Orient per, en cas de vacant, elegir el seu dux. El Papa, de fet, des de l'època de Gregori I el Gran o fins i tot abans, s'havia convertit en la màxima autoritat civil, (així com religiosa) de Roma i el seu ducat
Els diversos ducs, com alts comandaments militars del territori, sempre foren membres destacats de la facció romana d'Orient, que es posaven al costat de l'emperador en les freqüents disputes que van sorgir entre el papa i Constantinoble. L'any 640 el dux i cartulari (carthularius) Maurici, amb l'exarca Isaac, va dirigir l'assalt contra el papa Severí I. També hi ha alguns duces entre els suposats conspiradors contra Gregori II.
En 702 el duc de Benevent Gisulf I va arrabassar al ducat romà la vall del Liri.

## Liutprand i la donació de Sutri
Quan Liutprand, rei dels longobards, va fer la guerra contra l'Exarcat de Ravenna, abraçant la causa del papa anti-iconoclasta Gregori II, va ocupar tota la Pentàpolis i els romans d'Orient només van conservar el port de Classis, la ciutat i la plana al voltant de Ravenna. Al Laci Liutprand va ser a les portes de Roma però sense prendre la ciutat; llavors va donar els territoris del ducat romà al Papa, en l'acte conegut en la història com «Donació de Sutri» el primer nucli dels Estats Pontificis (728) anunciant el començament del Patrimonium Sancti Petri independent de Constantinoble. Aquest nom s'havia donat fins ara als grans latifundis administrats pel bisbe de Roma, en contraposició al patrimonium publicum administrat pels caps militars (duces i magister militum) de l'Imperi Romà d'Orient i als latifundis de l'arxidiòcesi de Ravenna i l'arxidiòcesi de Milà.
Amb el nomenament del Papa Zacaries I Liutprand va venir a buscar l'aprovació papal: els dos es van trobar a Terni, on el rei llombard va fer abandó de la possessió d'algunes ciutats d'Úmbria ocupades l'any 742 quan es va annexar els ducats de Spoleto i Benevent, donant al ducat romà Narni, Blera, Orte, Bomarzo i Terni. Per segona vegada, el Papa fou el representant suprem dels antics territoris romans d'Orient al Laci
Mentrestant, anava el papa Zacaries a la ciutat d'Interamna [Terni] on el rei ja havia acampat amb tot el seu exèrcit, i el rei, que havia sabut de la seva arribada, va enviar a tots els seus comandants del grau més alt fins al octau mil per donar-li acollida. I el rei va procedir a complir amb el gran sacerdot Zacaries i el va acompanyar a la ciutat amb gran alegria i respecte. Després que tots dos asseguts a l'església del beat Valentino ..... impressionat per les paraules persuasives de l'home sant [Papa Zacaries], el rei llombard va tornar al papa les ciutats que havia pres dels romans (Veniens itaque ad civitatem Interamnis, ubi tunc dictus rex cum suis exercitibus erat, cum rex audiret eius adventum, omnes duces exercituum suorum maiores usque ad octo miliaria misit obviam illi. Sed et ipse rex usque ad medium miliare processit obvia Zachariae summo pontifice, illumque cum gaudio magno et summa reverentia intra civitatem suscepit. Cumque in ecclesia beati valentini ambo consedissent.....huius autem sanctis persuasionibus compunctus rex langobardus, ad mandatum pontificis civitates, quas Romanis abstulerat, restituit)

## L'engany de la donació de Constantí
És probable al papat de Zacaries I (o de Gregori II va aparèixer el document conegut com la Donació de Constantí. El poder del Papa, després dels problemes polítics que va tenir amb Lleó III l'Isàuric, ja no era recolzat per l'imperi i el papa ni podia ser tampoc considerat com un senyor feudal llombard, donada la superioritat política i moral amb la qual es considerava la seu romana i els cristians pel que fa al poder llombard. La incertesa política que vivia el ducat romà en aquells anys va donar lloc a la producció d'una legitimació històrica de la independència papal, la "Donació de Constantí", el primer emperador cristià, segons el qual donava el dret al papa de governar el territori i el Senat romà, i la primacia sobre els altres patriarques del cristianisme (en aquells anys Lleó s'havia traspassat al patriarcat de Constantinoble, les diòcesis de la Pulla, Calàbria i Sicília). De fet, el document es pot definir com una constitució per la qual un estat es declara independent, simplement adherint-se al sistema legal i legislatiu (en aquest temps no diferent del dret religiós).

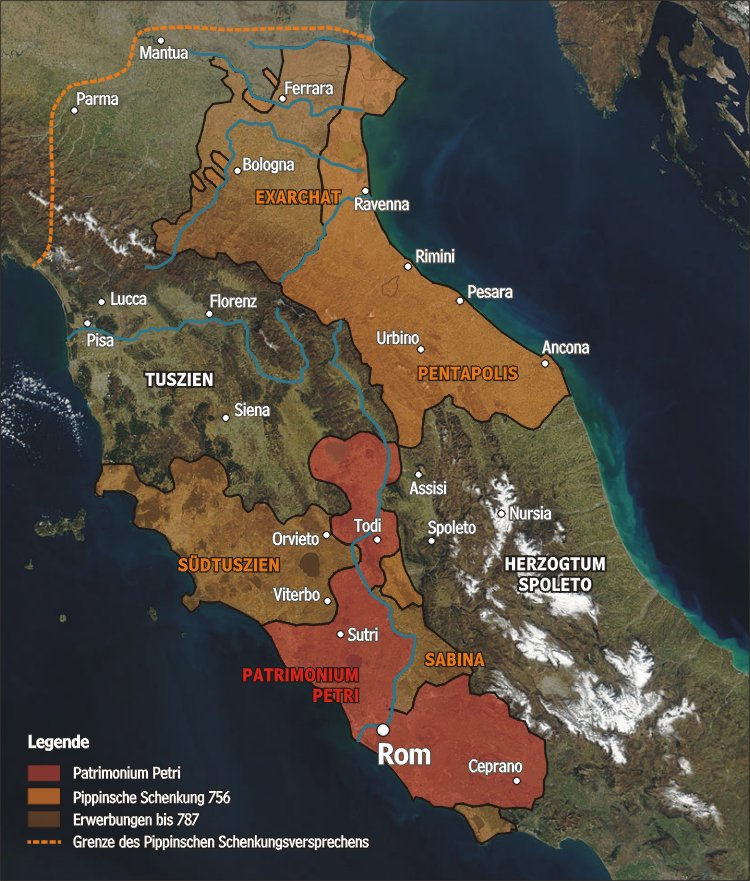
El patrimonium Sancti Petri després de la donació de Pipí el Breu (Populonia, Ronciglione i Viterbo)

## La donació de Pipí
Amb l'accés d'Astolf al títol de rei d'Itàlia i dels llombards, aquests van reprendre una política d'expansió a costa de Roma (dels "romani" (definit com la suma de llatins i romans d'Orient). El 751 Astolf va conquerir la regió d'Ístria i Ravenna establint-se a l'Exarcat de Ravenna amb l'adquisició dels títols palatins connectats. Les amenaces del rei Astolf també van arribar a Roma: reclamaven al papa Esteve II el pagament d'impostos per les donacions rebudes pels seus predecessors, i uns anys més tard va arribar a conquerir Ceccano a la Vall Llatina. Esteve II va cridar en ajut als francs de Pipí el Breu. Encara que Astolf va assetjar diverses vegades Roma, va ser derrotat pel rei franc procedent de l'altre costat dels Alps, que el va obligar a pagar un tribut al regne dels francs i transferir sota la sobirania del Papa l'antic Exarcat d'Itàlia, la Pentàpolis, i Perusa.
Tal com es va fer anteriorment pel Patrimonium S. Petri, tots els poders de l'Exarcat, Pentàpolis, i l'anomenat corredor romà d'Orient que s'oposaven a la propietat legal de la diòcesi de Roma, foren subordinats a l'autoritat del papa, sense la mediació imperial de Constantinoble. Alhora, els territoris del nord d'Itàlia en mans dels llombards van ser separats definitivament de la zona centre-sud (756).